# Cinq Petits Cochons
Pour les articles homonymes, voir Cinq Petits Cochons (homonymie).
Cinq Petits Cochons (titre original : Five Little Pigs) est un roman policier d'Agatha Christie publié en mai 1942 aux États-Unis sous le titre Murder in Retrospect, et mettant en scène le détective belge Hercule Poirot. Il est publié l'année suivante au Royaume-Uni sous le titre original, et cinq ans plus tard, en 1947, en France.
Plusieurs histoires d'Agatha Christie sont narrées bien après le moment du meurtre. C'est le cas de ce roman (comme cela s'est également produit pour Une mémoire d'éléphant (1972), La Dernière Énigme (1976) et Némésis écrit en 1971). Ainsi, le meurtre décrit a été commis seize ans avant le récit (dix-huit ans pour La Dernière Énigme; « plusieurs années » pour Némésis).
La jeune Carla Lemarchant demande de l'aide à Hercule Poirot. Son père, Amyas Crale, un peintre célèbre, a été empoisonné et sa mère, Caroline, jugée et condamnée pour ce crime, est morte en prison peu après. Avant sa mort, Caroline a laissé une lettre adressée à Carla, alors encore une enfant de 5 ans, dans laquelle elle assure son innocence. La jeune fille, aujourd'hui âgée de 21 ans, a l'intention de se marier, mais avant cela, elle veut découvrir la vérité sur la mort de son père et la culpabilité de sa mère. Hercule Poirot accepte la mission et limite son enquête aux cinq suspects les plus probables (Philip et Meredith Blake, Elsa Greer, Angela Warren et Cecilia Williams), en se basant uniquement sur leurs récits des événements survenus seize ans auparavant. Chacun des cinq suspects va donner sa version des faits.

## Personnages
- Hercule Poirot, détective
- Carla Lemarchant (née Crale), fille de la victime

Les victimes
- Amyas Crale, peintre, (père de Carla), empoisonné seize ans auparavant
- Caroline Crale, femme d'Amyas et mère de Carla, accusée de son meurtre et morte durant sa peine de prison (un an après son jugement), clamant néanmoins son innocence

Les cinq suspects
- Philip Blake, ami d'enfance d'Amyas
- Meredith Blake, frère de Philip, chimiste qui possédait la conicine ayant tué Amyas
- Elsa Greer (Lady Dittisham), maîtresse d'Amyas qui réalisait son portrait
- Cecilia Williams, gouvernante d'Angela
- Angela Warren, aventurière archéologue, demi-sœur de Caroline, âgée de quinze ans au moment des faits. Lorsqu'elle avait cinq ans, elle avait été défigurée par cette dernière qui s'en est toujours voulu et a offert à sa sœur tout ce qu'elle désirait.

## Résumé
Hercule Poirot reçoit la visite de Carla Lemarchant, de son vrai nom Caroline Crale (comme sa mère). La jeune femme, sur le point de se marier, veut connaître la vérité sur la mort de son père, qui s'est déroulée lors de ses cinq ans, soit seize ans auparavant.
Amyas Crale, la victime, était peintre à succès et mourut empoisonné il y a seize ans. Sa femme Caroline fut emprisonnée et mourut un an après sa condamnation. Lors du procès précédant la sentence, Caroline affirma son innocence, mais ne se défendit guère ; elle avait par ailleurs contre elle un mobile évident (le couple se disputait souvent, et Amyas allait la quitter pour sa maîtresse). Elle fut donc condamnée peu après, non sans avoir transmis une lettre à sa fille Carla dans laquelle elle réaffirmait son innocence.
Poirot accepte donc de reprendre l'enquête, mais il ne peut se baser que sur les témoignages puisque les indices matériels ont disparu. Après la consultation des officiels de l'époque (avocat, procureur, greffier, commissaire...), se démarquent cinq suspects, tous présents le jour du meurtre.
Le détective belge rencontre séparément ces cinq personnes et leur demande de lui envoyer leur témoignage par écrit. Au moyen de ces cinq points de vue, il découvre la vérité derrière les secrets et les oublis. Après lecture des cinq récits, il les montre à Carla Crale qui semblait découragée. Ensuite Poirot pose une question à chacun des petits cochons. Il invite Carla Crale, son fiancé et les cinq suspects dans l'ancien laboratoire de Meredith Blake et énonce ses conclusions...
Il commence ainsi par Philip Blake et lui demande après une courte discussion son récit. Il continue avec Meredith Blake, Elsa Greer ou Lady Dittisham puis Cecilia Williams et enfin Angela Warren. Ainsi fait, il démontre l'innocence de Caroline Crale.
La fin du roman est une entrevue entre Poirot et Lady Dittisham ; celle-ci lui confie alors après un bref dialogue qu'en réalité c'est par la faute de son insouciance qu'Amyas Crale fut tué... Hercule Poirot transmet ses conclusions aux autorités compétentes afin de réhabiliter le nom de Caroline Crale à titre posthume. Hélas, les preuves matérielles sont insuffisantes pour inculper Lady Dittisham, d'autant que sa place dans la société la place à l'abri de tout soupçon.

## Comptine
Les titres de cinq chapitres du livre I roman sont empruntés à la comptine anglaise This Little Piggy (en). Chaque vers décrivant un petit cochon s'applique à l'un des cinq suspects :
| This Little Piggy | Titres français des chapitres du roman |
| --- | --- |
| This little piggy went to market, This little piggy stayed home, This little piggy had roast beef, This little piggy had none, And this little piggy cried wee wee wee all the way home. | Premier petit cochon est allé au marché Deuxième petit cochon n'est pas sorti de chez lui Troisième petit cochon a mangé tout le pâté Quatrième petit cochon n'a rien eu pour lui Cinquième petit cochon a pleuré groui, groui, groui... |

## Éditions
Revues
- Prépublication en feuilleton, aux États-Unis, dans dix numéros consécutifs de l'hebdomadaire Collier's, sous le titre « Murder in Retrospect », du 20 septembre (vol. 108, no 12) au 22 novembre 1941 (vol. 108, no 21). C'est l'une des rares œuvres d'Agatha Christie à avoir connu une première publication aux États-Unis avant la parution en Angleterre.

Romans
- (en) Murder in Retrospect, New York, Dodd, Mead and Company, mai 1942, 234 p.
- (en) Five Little Pigs, Londres, Collins Crime Club, janvier 1943, 192 p.
- Cinq Petits Cochons (trad. Michel Le Houbie), Paris, Librairie des Champs-Élysées, coll. « Le Masque » (no 346), 1947, 245 p. (ISBN 978-2-7024-2535-0, BNF 31945443)
- Cinq Petits Cochons (trad. Jean-Michel Alamagny), dans : L'Intégrale : Agatha Christie (trad. de l'anglais, préf. Jacques Baudou), t. 7 : Les années 1940-1944, Paris, Librairie des Champs-Élysées, coll. « Les Intégrales du Masque », 1994, 1170 p. (ISBN 2-7024-2240-3, BNF 35627675)

## Adaptations
- 1960 : Go Back for Murder, pièce de théâtre d'Agatha Christie. La romancière, lassée d'Hercule Poirot, supprime son personnage de la pièce ;
- 2003 : Cinq Petits Cochons (Five Little Pigs), téléfilm de la série britannique Hercule Poirot d'ITV (épisode 9.01), avec David Suchet dans le rôle du détective belge. L'adaptation comporte plusieurs différences avec le roman original ;
- 2006 : Five Little Pigs, feuilleton radiophonique de BBC Radio 4, avec John Moffatt donnant sa voix à Poirot ;
- 2009 : Cinq Petits Cochons, bande dessinée française de Miceal O’Griafa (scénario) et David Charrier (dessin) publiée dans la collection Agatha Christie ;
- 2011 : Cinq Petits Cochons, téléfilm de la série française Les Petits Meurtres d'Agatha Christie de France 2 (épisode 1.07). Le personnage de Poirot y est absent, remplacé par le duo d'enquêteurs Larosière-Lampion joués par Antoine Duléry et Marius Colucci.

## Autour du roman
- Le roman Une mémoire d'éléphant (1972) évoque à trois reprises le roman Cinq Petits Cochons. En effet dans Une mémoire d'éléphant, Hercule Poirot enquêtera sur un double meurtre, ou un meurtre suivi d'un suicide, survenu 14 ans auparavant.